# پرچم ملی

نقشه جهان که نمایان‌گر پرچم ملی کشورهاست.

پرچم ملی، پرچمی است که به عنوان نماد یک کشور به کار برده می‌شود. این پرچم توسط حکومت هر کشور اهتزاز در می‌آید، اما توسط شهروندان آن کشور نیز ممکن است استفاده شود.
مدارس خصوصی و دولتی، دادگستری‌ها و دیگر مکان‌های دولتی یا عمومی پرچم ملی را به نمایش می‌گذارند. سه نوع پرچم ملی برای اهتزاز در خشکی (پرچم شهروندی، پرچم دولتی و پرچم نظامی) و سه نوع پرچم برای اهتزاز در دریا وجود دارد، هرچند تعدادی از کشورها از یک طرح یکسان برای تعدادی از آن‌ها (و یا برای همه آن‌ها) استفاده می‌کنند. سه رنگ پراستفاده در پرچم‌های ملی قرمز، آبی و سفید است بطوریکه تنها پرچم جامائیکا است که هیچ‌یک از این سه رنگ را ندارد.

## نگارخانه